# Býšovec
Býšovec (en allemand : Bischowetz) est une commune du district de Žďár nad Sázavou, dans la région de Vysočina, en République tchèque. Sa population s'élevait à 177 habitants en 2020.

## Géographie
Březejc se trouve à 6 km au sud-est de Bystřice nad Pernštejnem, à 28 km à l'est-sud-est de Žďár nad Sázavou, à 39 km au nord-ouest de Brno, à 52 km à l'est-nord-est de Jihlava à 149 km à l'est-sud-est de Prague.
La commune est limitée par Věchnov au nord, par Ujčov à l'est, par Nedvědice au sud-est et au sud, et par Věžná à l'ouest.

## Histoire
La première mention écrite de la localité date de 1350.

## Administration
La commune se compose de deux quartiers :
- Býšovec
- Smrček

## Transports
Par la route, Býšovec se trouve à 7 km de Bystřice nad Pernštejnem, à 33 km de Žďár nad Sázavou, à 45 km au nord-ouest de Brno, à 64,5 km de Jihlava et à 185 km de Prague.